# Rometta
Rometta (Ṛṛametta in siciliano) è un comune italiano di 6 560 abitanti della città metropolitana di Messina in Sicilia.

## Storia
Nel territorio romettese sono state trovate testimonianze di vita che risalgono alla prima età del neolitico, nella sua prima fase appartenente alla cultura di Stentinello (4000 anni prima di Cristo), all'età del ferro, per giungere alla necropoli del V-III secolo a.C. Intorno al V secolo d.C. a Rometta si formò la comunità antica romana che, in fuga dai centri della costa, venne qui a cercare rifugio dalle devastanti invasioni vandale.
Ben presto Rometta assunse un preciso ruolo strategico: dall'alto delle sue mura e delle sue torri controllava un buon tratto dell'antica strada che da Messina conduceva a Palermo. Chi possedeva il controllo militare di questa potente città-roccaforte, possedeva la chiave per prendere Messina. Rometta era l'ultima fortezza che poteva rallentare la marcia di un esercito invasore verso la città dello stretto.
Non si hanno d'altronde notizie chiare di un nucleo abitativo nel territorio di Rometta prima dell'età bizantina; il suo nome secondo alcuni in greco antico vuol dire le difese, le fortezze (ta erymata). Occupata dai Saraceni, il suo nome viene pronunciato rimta, da cui molto probabilmente il medievale Rametta e successivamente nel XVI secolo Rometta.
Tra il 725 e il 780, a Rometta trovò asilo il vescovo di Catania, san Leone da Ravenna, detto il Taumaturgo. Dopo l'opposizione dell'altro prelato all'istituzione delle disposizioni iconoclastiche da parte degli imperatori bizantini, Costantino V (741-775) ordinò l'arresto del vescovo oppositore. Dopo essersi rifugiato in alcuni centri dei Nebrodi, Leone trovò riparo a Rometta. Qui si ritirò sulle boscose colline peloritane dove visse per alcuni anni in una grotta, da eremita. Fece ritorno a Catania dove morì nel 789.

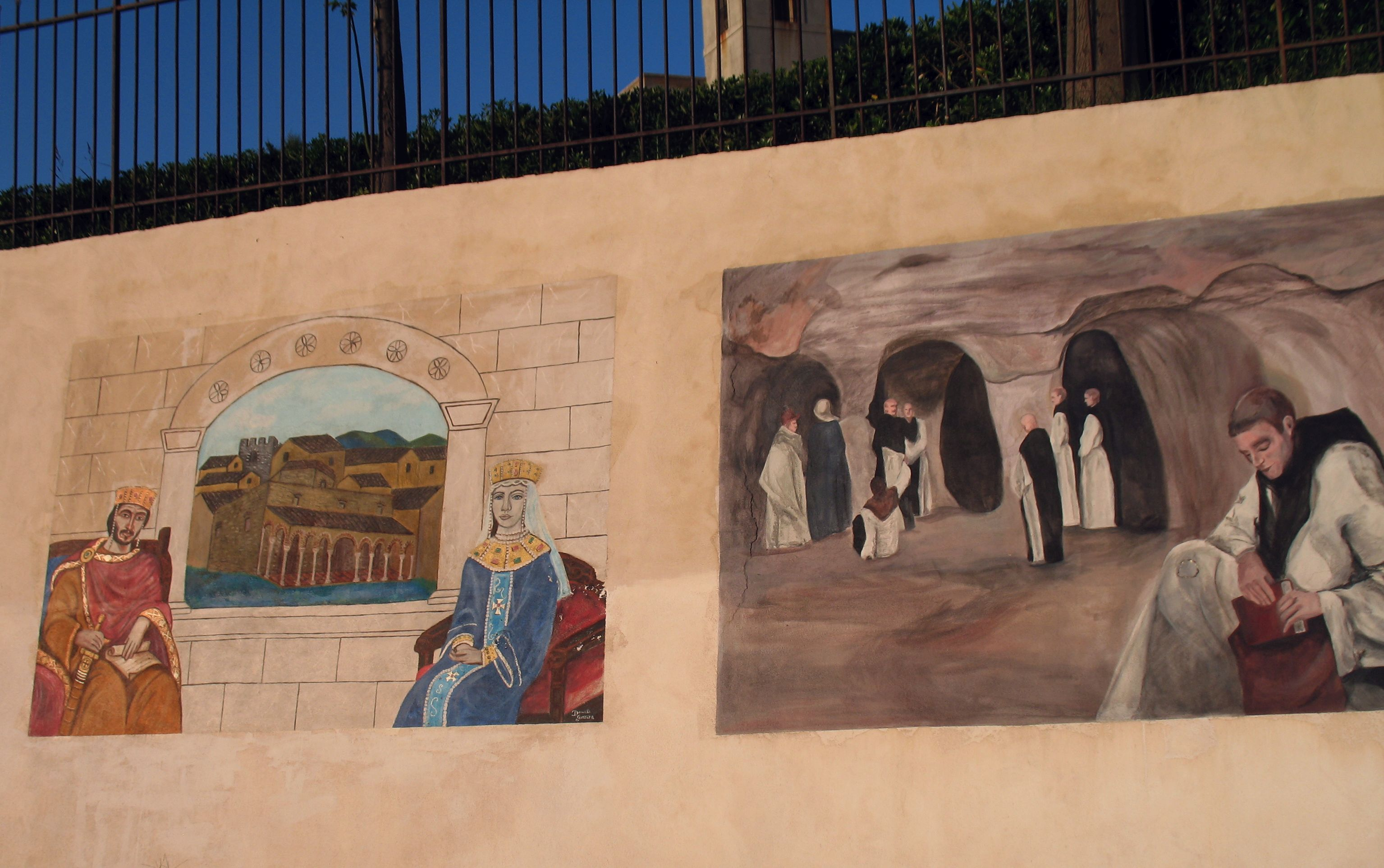
Alcuni dei murales in via Federico II di Svevia

Durante la conquista araba della Sicilia, a Rometta si concentrò l'ultima difesa bizantina contro l'invasione araba. In particolare, dal 963 al 965, Rometta sostenne un durissimo assedio e i suoi abitanti si contraddistinsero per un atto estremo di eroismo. Tra il 24 e il 25 ottobre 964, fra la spiaggia e la roccaforte assediata, avvenne una sanguinosa battaglia. L'armata bizantina, forte di 30.000 uomini, inviata nell'isola da Costantinopoli per spezzare l'assedio arabo su Rometta e riconquistare all'impero la Sicilia, impegnò l'esercito assediante con impeto e con cariche di cavalleria. Ma gli Arabi, sebbene inferiori di numero, riuscirono a fermare l'avanzata degli avversari e, incitati dal proprio condottiero, Ibn ʿAmmār, costrinsero i bizantini alla fuga. Al termine della battaglia, oltre diecimila soldati di Bisanzio giacevano morti sul campo mentre il resto fu tratto prigioniero. Si narra che sul campo fu trovata una spada appartenuta al profeta dell'Islam, Maometto, che era stata catturata dai Bizantini in una precedente battaglia.
L'assedio a Rometta continuò sino al maggio successivo, quando, ormai, i difensori, senza alcuna speranza di ulteriori aiuti da Costantinopoli, stremati dalla fame e dai continui assalti portati dagli assedianti, inviarono fuori dalle mura le donne, i bambini e gli anziani superstiti che furono accolti nel campo nemico. All'alba del 5 maggio 965, gli Arabi, dopo aver offerto ripetutamente la resa ai guerrieri romettesi e ricevutone da questi il rifiuto, sferrarono l'attacco decisivo alle mura di Rometta con tutte le loro forze. I pochi difensori li accolsero con le armi in pugno: caddero tutti, ad uno ad uno, combattendo. Rometta fu saccheggiata e data alle fiamme.

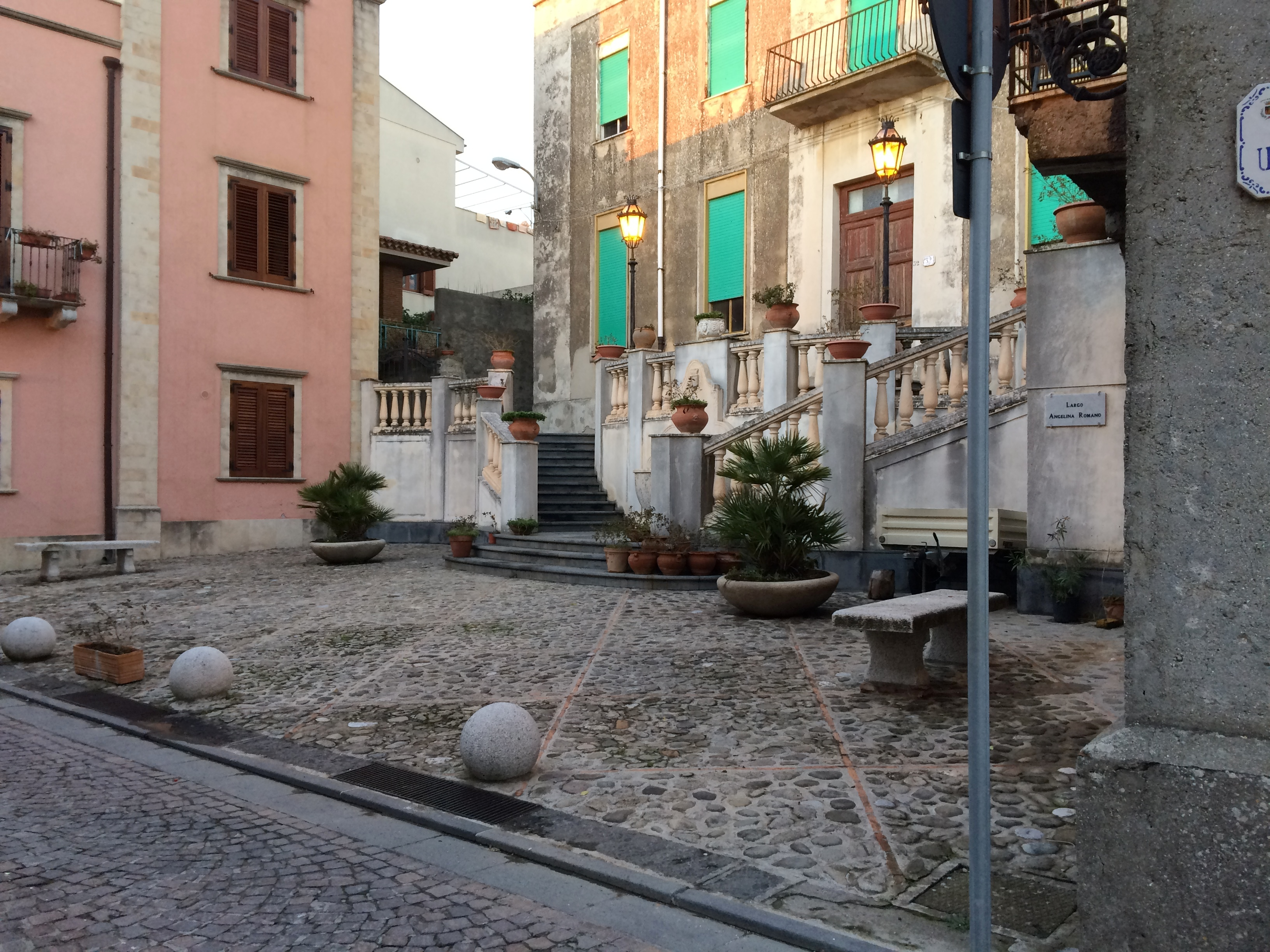
Percorrendo la via Umberto I, il largo Angelina Romano

Rometta sarà riconquistata dai bizantini nel 1038, grazie alla spedizione imperiale di Giorgio Maniace, principe e Vicario dell'Imperatore di Costantinopoli, discendente dalla famiglia Imperiale di Bisanzio, che riconquistò parte della Sicilia, ma il dominio fu breve, tanto che la Sicilia, Rometta compresa, caddero di nuovo nelle mani degli Arabi nel 1043. Sempre nell'XI secolo Rometta con tutta la Sicilia fu conquistata dai Normanni.
Il 20 luglio 2002 alle 18:56 pomeridiane si verificò l'incidente ferroviario di Rometta Messinese: l'Espresso 1932 della Laguna partito da Palermo e diretto a Venezia, deragliò, a causa del cedimento di una rotaia mal saldata in precedenza, proprio all'altezza della stazione di Rometta Marea. Nel tragico schianto morirono un macchinista e sette passeggeri.

## Monumenti e luoghi d'interesse

### Chiesa e monastero dei Cerei

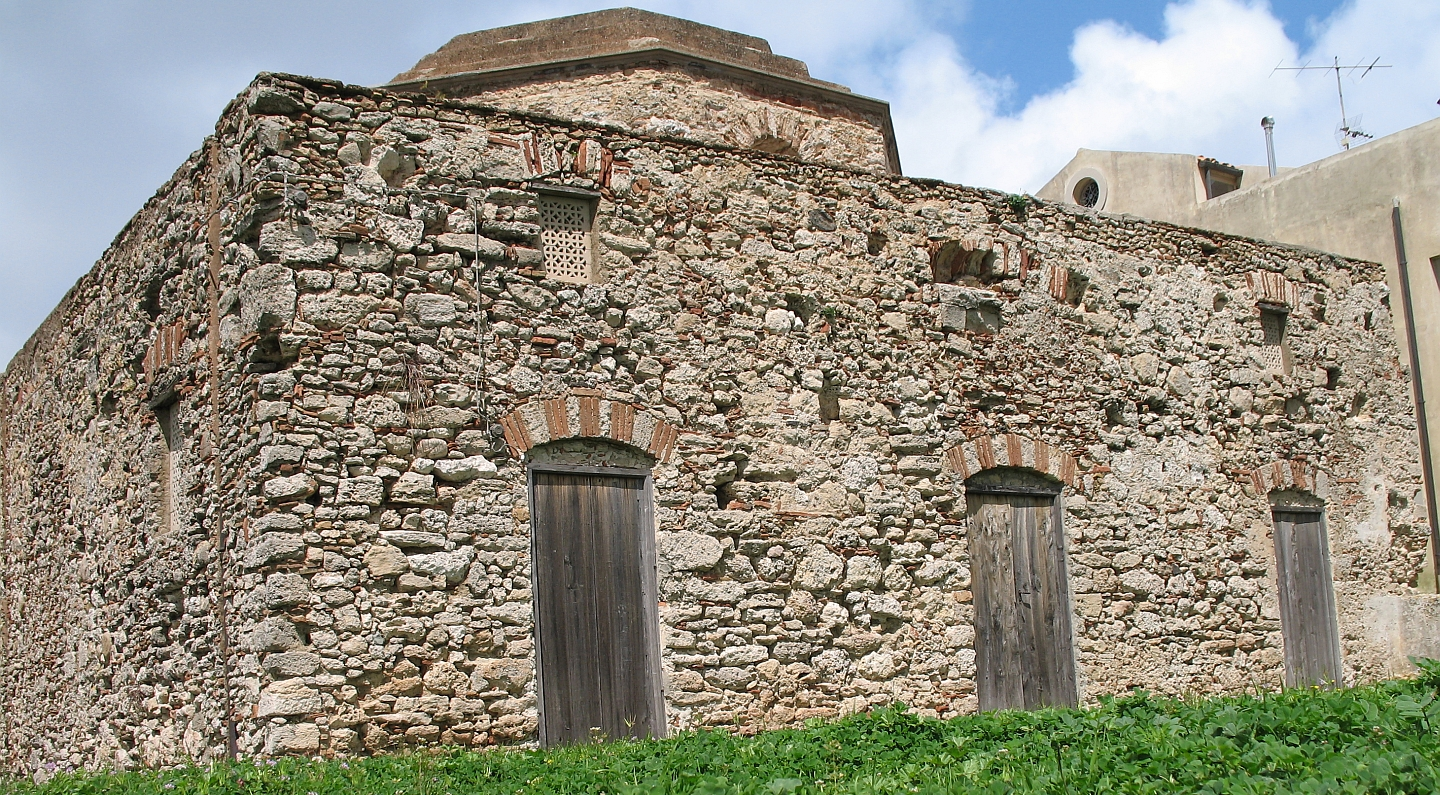
Chiesa bizantina intitolata a Santa Maria dei Cerei

Dal punto di vista artistico e culturale la città si ricorda innanzitutto per la chiesa in stile bizantino intitolata comunemente al «Santissimo Salvatore», ma la dedica esatta dell'edificio è «Santa Maria dei Cerei» altrimenti «Santa Maria della Candelora», la sua costruzione è databile tra il V ed il VI secolo. La chiesa si presenta con pianta a croce greca inserita in un quadrilatero.
Dal 1320 al 1342, per garantire la sicurezza durante i tumulti dei Vespri siciliani, col permesso di Federico III di Sicilia e previa approvazione pontificia, la chiesa e il monastero della Candelora ospitarono la comunità di religiose provenienti dal monastero sorto secondo la regola francescana dell'Ordine dei frati minori di Basicò: monastero di Santa Chiara di Basicò.
Elisabetta di Carinzia, vedova di Pietro II di Sicilia, sollecitò a Papa Clemente VI l'insediamento delle religiose a Messina. L'istituzione amministrata secondo la Regola di Santa Chiara nel capoluogo assunse il titolo di «Santa Maria di Basicò».

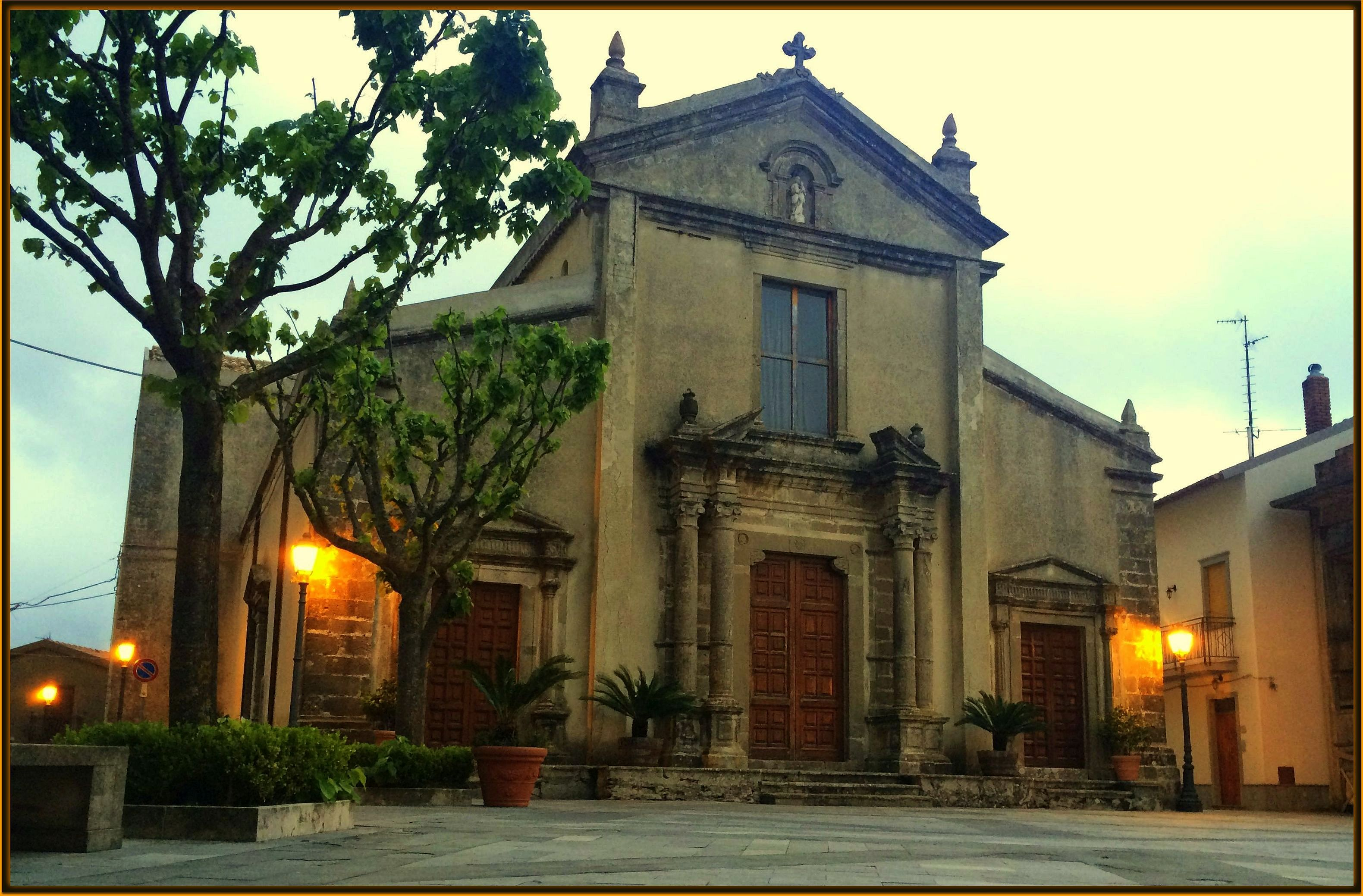
Chiesa Madre intitolata a S. Maria Assunta (aprile 2016)

### Chiesa Madre
La Chiesa Madre è intitolata a Maria Santissima Assunta. La sua facciata, recentemente restaurata, presenta dei portali tardo-rinascimentali ed una nicchia contenente una statua raffigurante la Madonna. L'interno dell'edificio raccoglie, tra l'altro, una cinquecentesca acquasantiera ed una cinquecentesca tavola raffigurante la Madonna col Bambino tra San Pietro e San Paolo.

### Altri monumenti

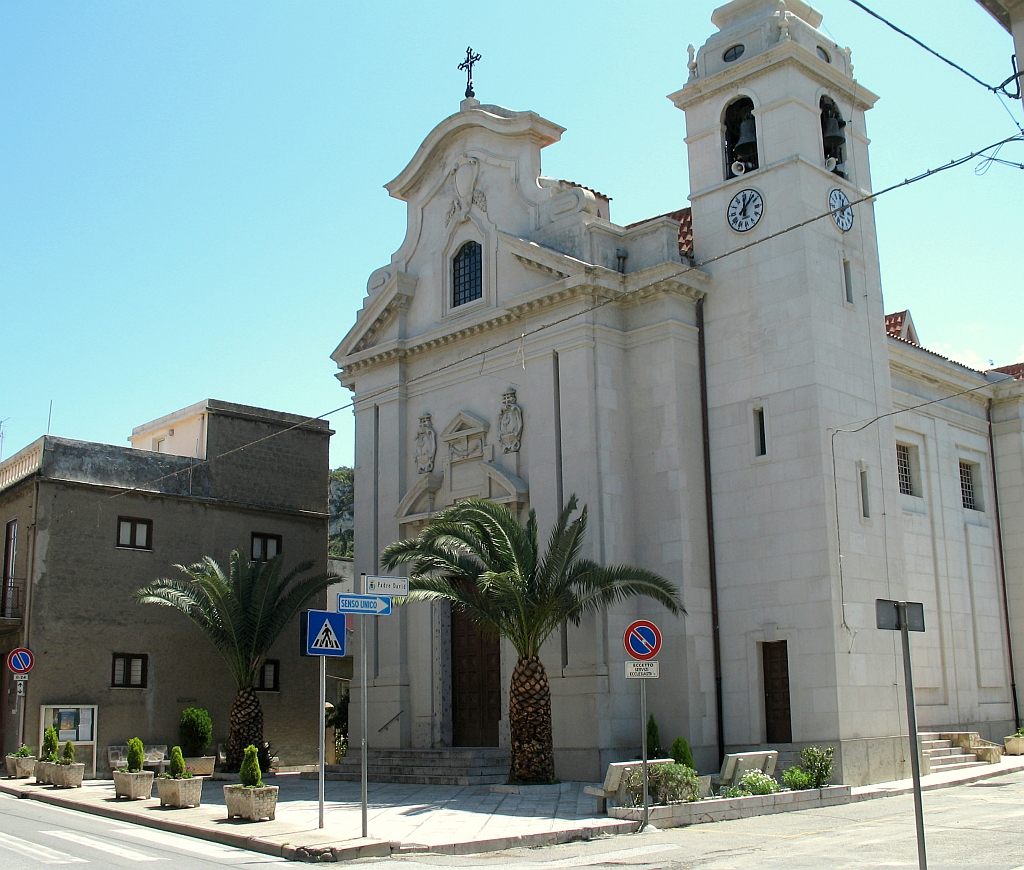
La chiesa di Sant'Antonio a Rometta Marea

A Rometta Marea si trova la chiesa di Sant'Antonio di Padova, inaugurata il 12 giugno 1932. Tra le chiese minori cittadine degne di menzione la seicentesca chiesa della Madonna della Scala, la chiesa dei Cappuccini e convento dell'Ordine dei frati minori cappuccini contenente, tra l'altro, una tavola raffigurante la Trasfigurazione.
Al centro del paese, nel punto più elevato, sono presenti i resti del cosiddetto Palatium Federiciano, esempio di palazzo fortificato che, sebbene costruito per rispondere a precise esigenze militari, offriva spazi e comodità di una sontuosa dimora civile.

### Borgo Storico Pantano
Il borgo storico Pantano è un borgo rurale abbandonato che sorge in una zona collinare vicino a Rometta. Attualmente è iscritto al REIS, il registro delle eredità immateriali della Sicilia e sta subendo un progetto di riqualificazione.

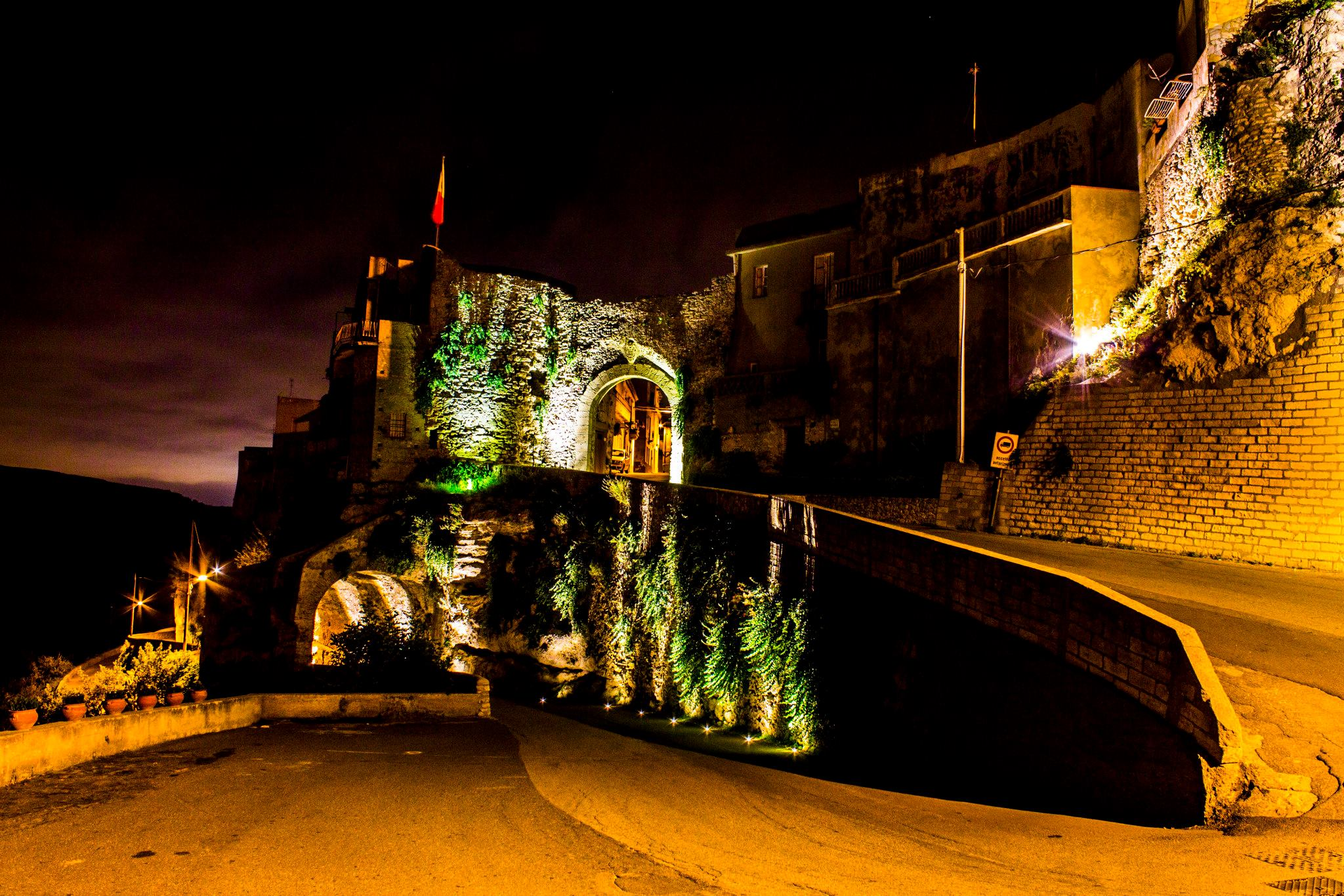
Porta Milazzo di Notte

## Società

### Evoluzione demografica
Abitanti censiti

## Geografia antropica

### Frazioni
Rometta Marea

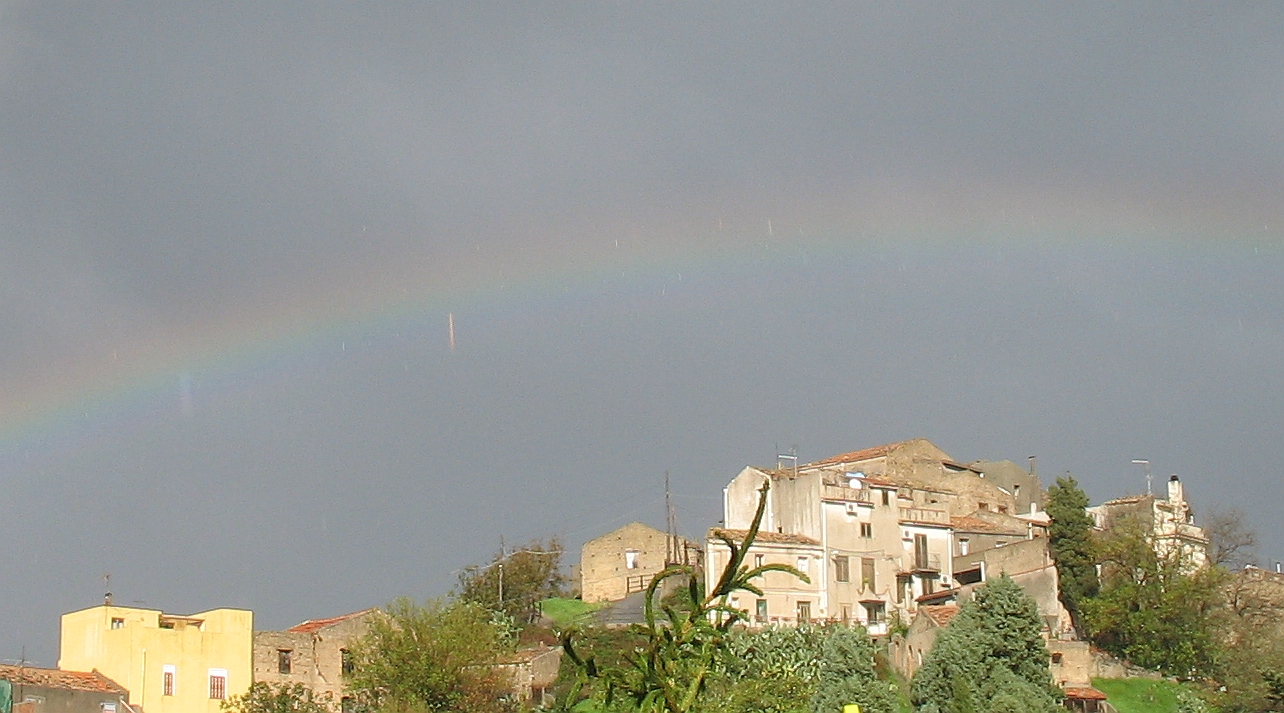
Località Portaro

Il centro della frazione si estende lungo la Strada statale 113 Settentrionale Sicula e si è sviluppato, come negli altri centri costieri adiacenti, soprattutto negli anni del boom economico, grazie alla combinazione di vari fattori come il territorio pianeggiante, la vicinanza del mare, la presenza della ferrovia e dell'Autostrada A20.
San Cono
Gimello
Situata a 3 chilometri a sud del centro storico, in una vallata (415 m s.l.m.) non distante dalle pendici del monte Dinnammare (dei Peloritani), conta circa 200 abitanti; le origini pare risalgano al periodo medioevale. Fanno parte di Gimello i piccoli villaggi Monaci e Acquanova.
Conduri
Situata a 2,8 km a sud del centro storico, a metà tra le frazioni Gimello e Santa Domenica (350 m s.l.m.); le origini risalgono al basso medioevo. Non sono presenti abitanti, ma soprattutto nel periodo estivo, è popolata da villeggianti; gode di uno dei più bei panorami della zona tirrenica settentrionale (Golfo di Milazzo, Isole Eolie).
Sant'Andrea
Situata a 5 chilometri dal centro storico, conta circa 100 abitanti. Alcuni reperti, venuti alla luce nel 2008 durante i lavori del gasdotto e risalenti alla Eta' del Bronzo, fanno supporre ad un insediamento umano preistorico. Il nome del borgo di Sant'Andrea appare intorno al XIII secolo in alcuni documenti, scritti in lingua greca, conservati alla Biblioteca Nazionale di Parigi, appartenuti al Monastero di suore basiliane di S.Maria de Messana e nei quali viene citato come il villaggio dell'Apostolo Andrea. Successivamente, in età moderna fu indicato con il nome di Rantuccio (1740) per poi passare al nome attuale, che è quello originario, di S.Andrea. Il villaggio, sino al 1604, non dipendeva da Rometta ma era un feudo; Nel 1548 risulta signore feudale la famiglia Cottone, Conti di Bauso. Infatti, il 15 novembre 1604, Sant'Andrea e Rapano furono ceduti dagli stessi Cottone alla città di rometta. .
Altre sono Santa Domenica; Sottocastello; Rapano; Safì; Torretta; Scalone Oliveto; Filari; Mazzabruno; Lorenti.

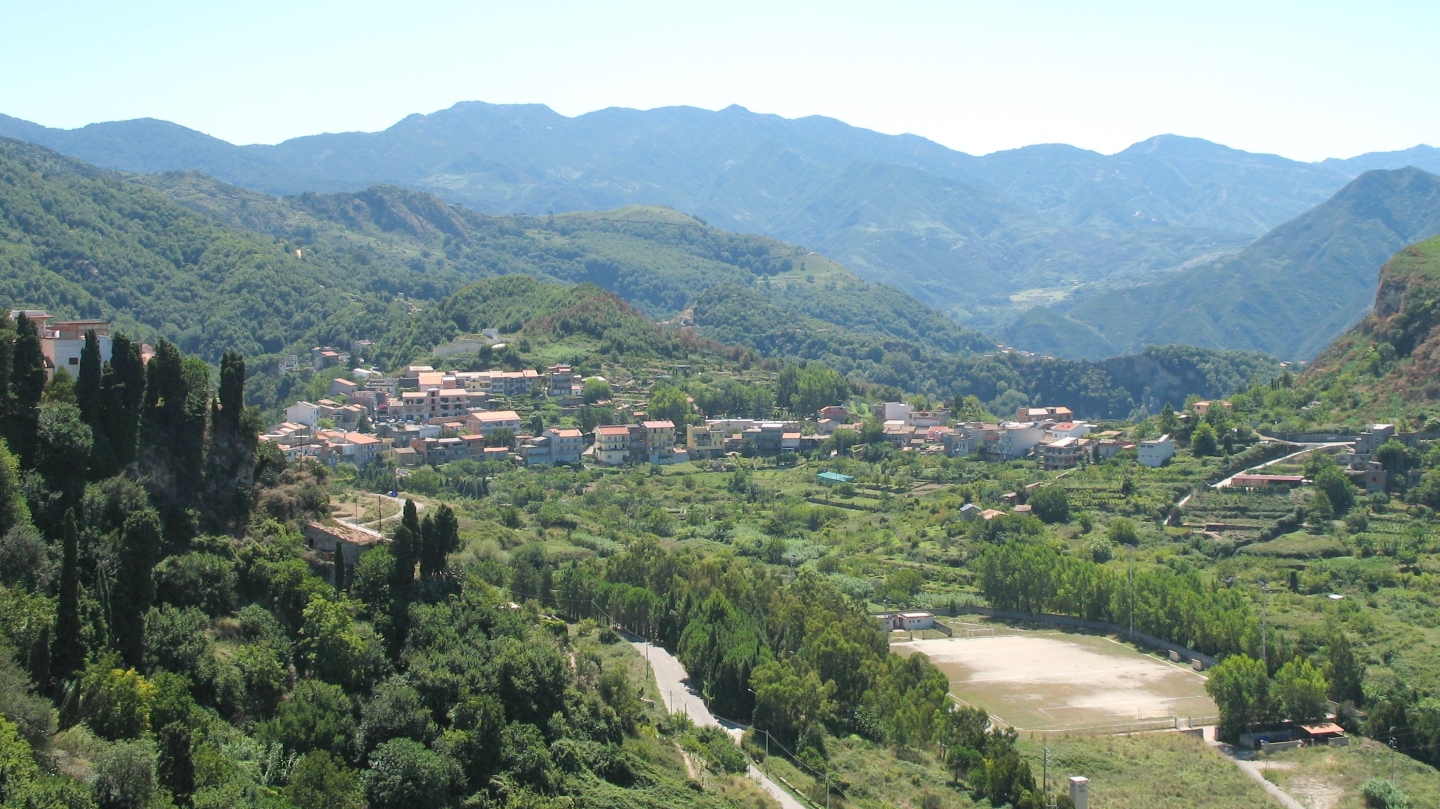
Panorama di San Cono
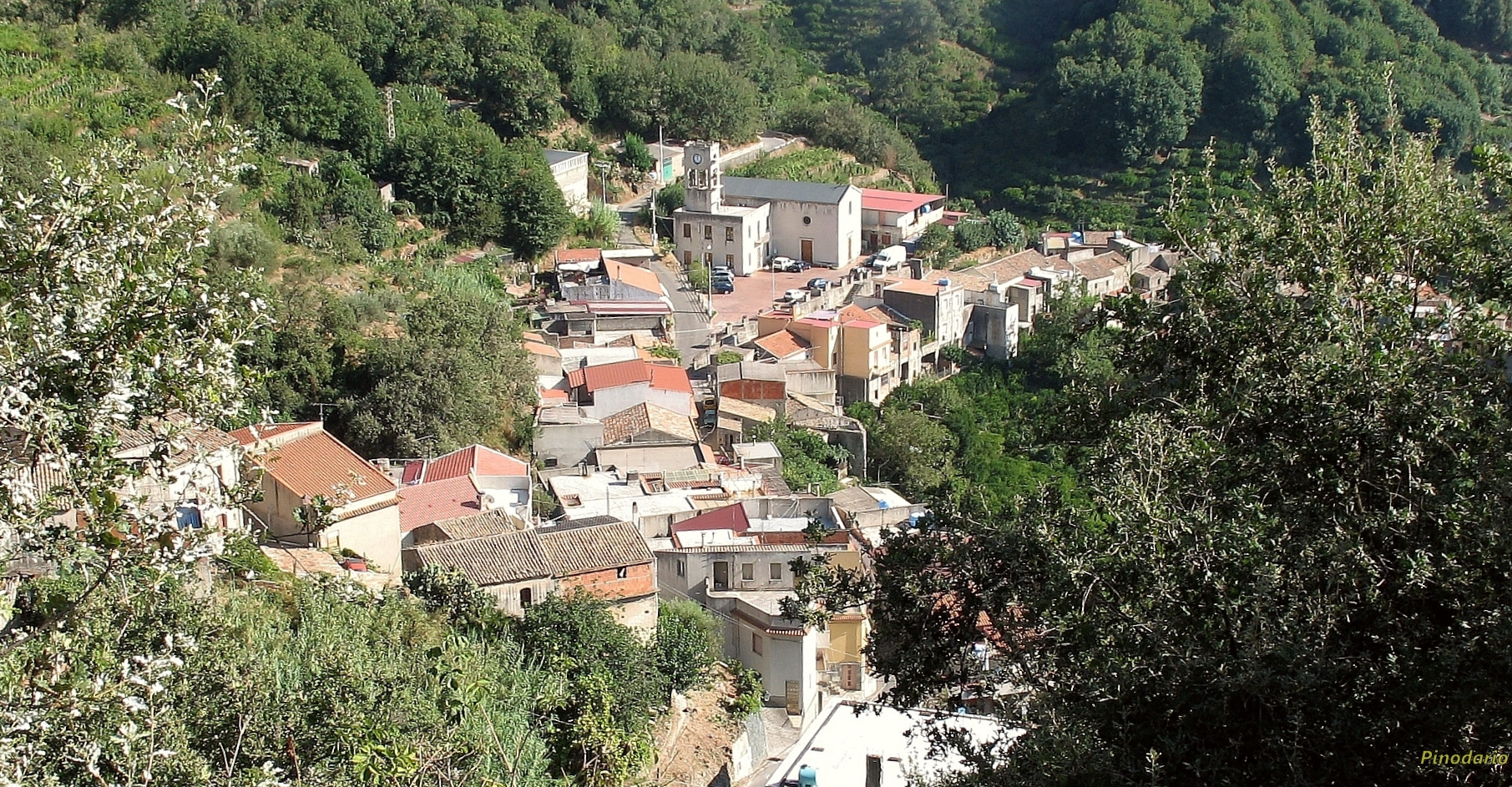
Gimello
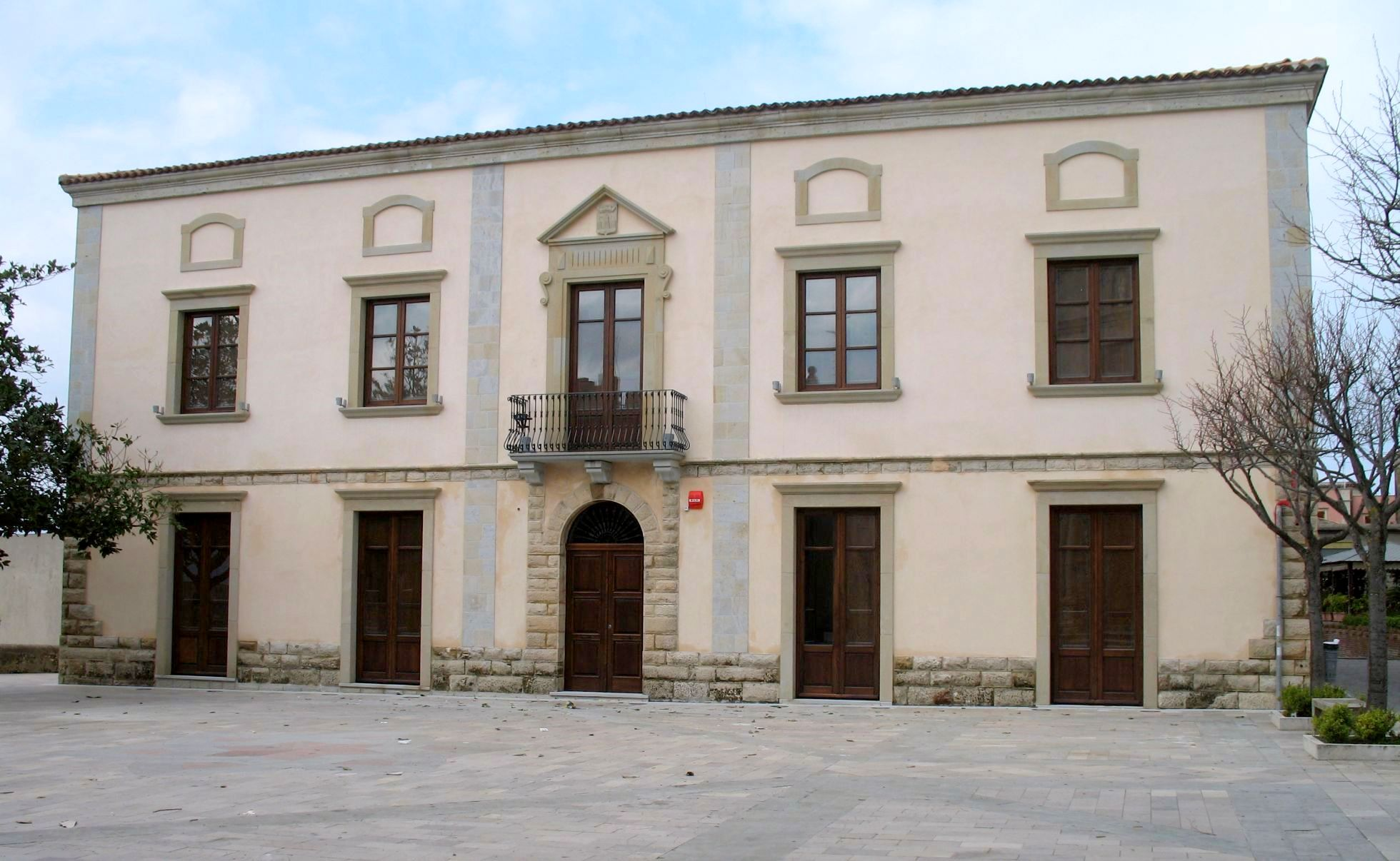
L'edificio Municipale nel 2010 dopo la ristrutturazione
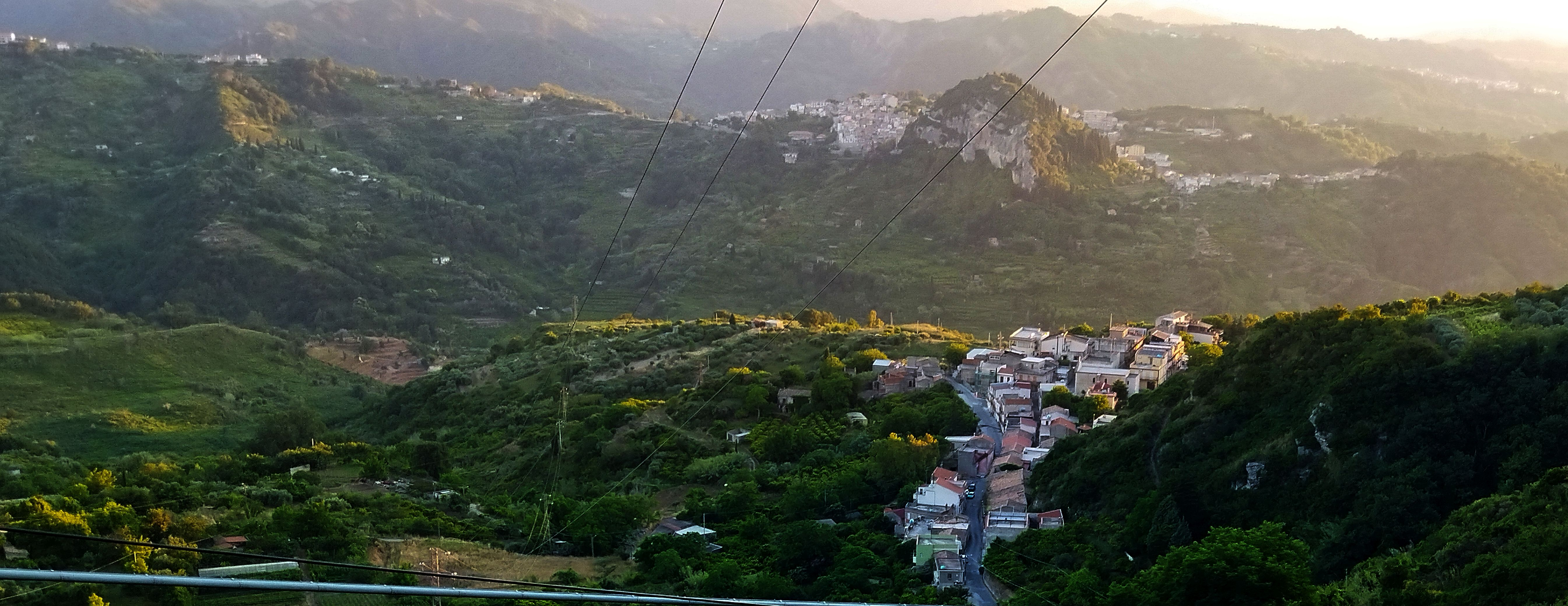
La frazione collinare Santa Domenica

## Amministrazione
Di seguito è presentata una tabella relativa alle amministrazioni che si sono succedute in questo comune.
| Periodo           | Periodo           | Primo cittadino   | Partito              | Carica  | Note   |
| ----------------- | ----------------- | ----------------- | -------------------- | ------- | ------ |
| 30 aprile 1987    | 3 luglio 1991     | Gaetano Magazù    | Democrazia Cristiana | Sindaco | [ 10 ] |
| 12 luglio 1991    | 15 settembre 1994 | Stefano Barbera   | Democrazia Cristiana | Sindaco | [ 10 ] |
| 15 settembre 1994 | 15 maggio 1995    | Enrico Maria Etna | Democrazia Cristiana | Sindaco | [ 10 ] |
| 15 maggio 1995    | 14 giugno 1999    | Andrea Cordaro    | -                    | Sindaco | [ 10 ] |
| 14 giugno 1999    | 14 giugno 2004    | Enrico Etna       | lista civica         | Sindaco | [ 10 ] |
| 14 giugno 2004    | 8 giugno 2009     | Enrico Etna       | lista civica         | Sindaco | [ 10 ] |
| 9 giugno 2009     | 27 maggio 2014    | Roberto Abbadessa | lista civica         | Sindaco | [ 10 ] |
| 27 maggio 2014    | 28 aprile 2019    | Nicola Merlino    | lista civica         | Sindaco | [ 10 ] |
| 29 aprile 2019    | 11 giugno 2024    | Nicola Merlino    | lista civica         | Sindaco | [ 10 ] |
| 12 giugno 2024    | in carica         | Nino Cirino       | lista civica         | Sindaco | [ 10 ] |

### Altre informazioni amministrative
Il comune di Rometta fa parte delle seguenti organizzazioni sovracomunali: regione agraria n.5 (Montagna litoranea di Messina).